# Incestophantes bonus
Incestophantes bonus är en spindelart som beskrevs av Andrei V. Tanasevitch 1996. Incestophantes bonus ingår i släktet Incestophantes och familjen täckvävarspindlar. Inga underarter finns listade i Catalogue of Life.